# Nefilim

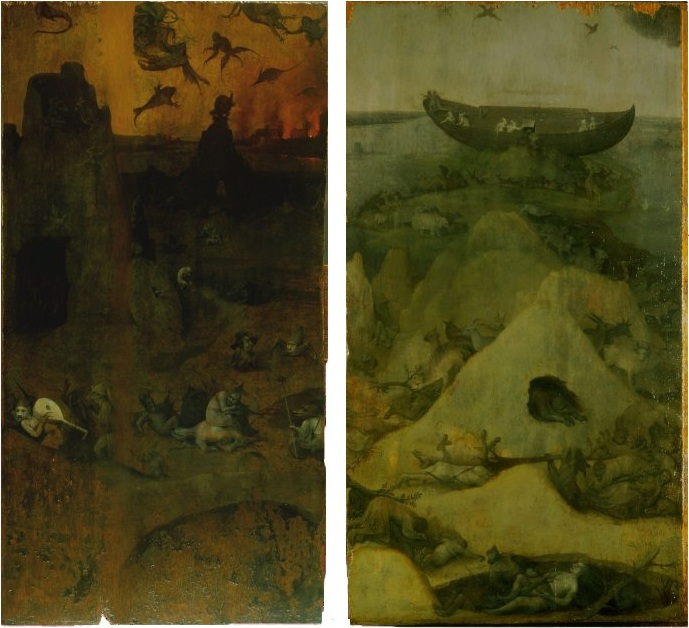
La caída de los ángeles rebeldes de El Bosco se basa en Génesis 6:1-4

Los nefilim (en hebreo, sing. נפיל Nefyl; pl. נפילים Nefylym) eran –según el relato bíblico de Génesis 6:1-4– un grupo de personajes misteriosos surgidos como resultado de una unión antinatural entre seres malignos de naturaleza discutida y mujeres humanas, los cuales habrían existido en la época de los patriarcas Enoc y Noé, y se habrían extinguido posteriormente durante el diluvio universal. Además del relato que da la Biblia en Génesis, se ha sugerido que los mismos Nefilim son aludidos también en Ezequiel  32:27, y aparecen también aludidos en los deuterocanónicos Judit 16:6, Eclesiástico 16:7, Baruc 3:26-28 y Sabiduría 14:6.
En un pasaje del libro de Números se usa la misma expresión hebrea para referirse a unos hombres de gran altura que habitaban en Canaán (los anaquim, anaquitas o hijos de Anaq) en el momento de la conquista israelita de la tierra prometida; específicamente en Números 13:33. De acuerdo al contexto del relato, estos fueron avistados primeramente por los doce espías hebreos enviados por Moisés; diez de los cuales dieron después un reporte que causó pánico entre el pueblo, afirmando que estos hombres eran descendientes de los nefilim antediluvianos y que, en comparación, los hebreos eran como “saltamontes”. Sin embargo, diversos grupos religiosos como también biblistas, comparten la idea general de que en este segundo relato, dicho término no correspondería a los mismos personajes mencionados en Génesis.

## Origen del término
La palabra nefilim es la transliteración al español de una palabra hebrea que probablemente significa “Los que hacen caer” o "los caídos". La obra Wilson’s Old Testament Word Studies del autor William Wilson, menciona que el término se emplea para referir a quienes se “abalanzan con violencia contra los hombres para despojarlos y derribarlos”.
A lo largo de la historia, diversas traducciones de la Biblia han versado esta expresión hebrea de diversas formas, siendo sin embargo, la más común "gigantes". Por ejemplo, la Septuaginta (años 200 a 50 A. C.), versión al griego del antiguo testamento hebreo, traduce esta expresión como γίγαντες (gigantes) y la versión católica Vulgata latina (siglo IV) como gigantes. Aunque se ha sugerido que el término proviene de la forma causativa del verbo hebreo nafál: "caer", y de ahí la expresión “los que hacen caer", ''los derribadores''.
Si el hebreo nefilim significa literalmente "los caídos", su traducción estricta al griego sería peptokotes, que de hecho aparece en la Septuaginta de Ezequiel 32:22-27. Una hipótesis sostiene que los traductores de la Septuaginta no solo buscaban traducir simplemente la palabra original al griego, sino también emplear un término que fuera inteligible y significativo para sus audiencias helenísticas. Dado el complejo significado de los nefilim que habría surgido de los tres pasajes bíblicos interconectados (híbridos humano-divino en Génesis 6, personas autóctonas en Números 13 y guerreros antiguos atrapados en el inframundo en Ezequiel 32), los traductores griegos reconocieron algunas similitudes. En primer lugar, tanto nefilim como gigantes eran figuras liminales resultantes de la unión de órdenes opuestos y, como tales, conservaban un cierto estatus entre lo divino y lo humano y se dice que fueron contempladas con asombro y la fascinación por los que debieron verlas. En segundo lugar, ambos fueron presentados como personificando cualidades caóticas y planteando un serio peligro para dioses y humanos. Aparecieron en el contexto histórico prehistórico o temprano, pero en ambos casos precedieron al ordenamiento del cosmos. Por último, tanto los gigantes como los nefilim estaban claramente conectados con el inframundo y se decía que se originaron en la tierra y terminaron encerrados allí.
Versiones modernas de la Biblia han seguido el mismo modelo de las versiones Septuaginta y Vulgata, mientras que otras ocupan expresiones como tiranos, o simplemente transliteran del hebreo. 
A continuación se presentan tres distintas traducciones al español del mismo pasaje bíblico en que se hace mención a los nefilim:

Aconteció que cuando comenzaron los hombres a multiplicarse sobre la faz de la tierra, y les nacieron hijas, que viendo los hijos de Dios que las hijas de los hombres eran hermosas, tomaron para sí mujeres, escogiendo entre todas. Y dijo Jehová: No contenderá mi espíritu con el hombre para siempre, porque ciertamente él es carne; mas serán sus días ciento veinte años.

Había gigantes en la tierra en aquellos días, y también después que se llegaron los hijos de Dios a las hijas de los hombres, y les engendraron hijos. Estos fueron los valientes que desde la antigüedad fueron varones de renombre.
(Reina-Valera Revisada 1960)
Ahora bien, cuando la cantidad de hombres empezó a aumentar por toda la tierra y ellos tuvieron hijas, los hijos del Dios verdadero empezaron a darse cuenta de que las hijas de los hombres eran hermosas. Así que comenzaron a casarse con todas las que quisieron. Y Dios dijo: “Mi espíritu no tolerará por siempre al hombre, porque solo es carne. Por lo tanto, sus días serán 120 años”.

Los nefilim ya estaban en la tierra para ese entonces, y también después. En esos tiempos, los hijos del Dios verdadero tenían relaciones con las hijas de los hombres y ellas les daban hijos. Estos fueron los hombres poderosos y famosos de la antigüedad.
(La Biblia. Traducción del Nuevo Mundo [2019])
Cuando los seres humanos comenzaron a multiplicarse sobre la tierra y tuvieron hijas, los hijos de Dios, viendo que las hijas de los seres humanos eran hermosas, tomaron como mujeres a todas las que quisieron. Entonces el Señor dijo: — No voy a permitir que mi aliento de vida esté en el ser humano para siempre, porque él no es más que un simple mortal. Así que la duración de su vida será de ciento veinte años.

En aquellos tiempos —cuando los hijos de Dios se unieron con las hijas de los seres humanos y tuvieron descendencia con ellas—, e incluso después, habitaban la tierra gigantes. Ellos fueron los famosos héroes de los tiempos antiguos.
(La Biblia Hispanoamericana, Traducción Interconfesional [2014])
Génesis 6:1-4

## Discrepancias sobre el origen e identidad de los Nefilim
Distintos comentaristas de la Biblia han ofrecido variadas explicaciones sobre la identidad de los nefilim mencionados en el versículo anteriormente citado. En un artículo de la revista Answers Research Journal, el apologista cristiano Tim Chaffey menciona por lo menos tres distintas posiciones referente a la identidad y origen de estos personajes. Estas hacen referencia a dos versiones de origen humano, siendo primeramente de la línea piadosa de Set y la segunda de origen noble u hombres poderosos que abusaron de su poder. Y finalmente la ya mencionada basada en origen celestial (demoníaco).

### La posición de origen humano setita
Según la interpretación más contemporánea, los “hijos de Dios” mencionados en el pasaje de Génesis son interpretados como hombres devotos de la línea genealógica de Set y las “hijas de los hombres” como mujeres malvadas de la línea de Caín. Estos matrimonios habrían producido niños malvados (los nefilim), quienes se convirtieron en hombres de fama, muy posiblemente debido a su maldad extrema.
Caín había asesinado a su hermano Abel, y la Biblia no dice nada bueno sobre su descendencia. Sin embargo, dice sobre Set que de él descendieron hombres devotos como Enoc y Noé, Abraham entre otros, mientras que algunos cainitas como Lámec fueron malvados. También afirma que fue enviado en reemplazo de Abel, quien según Génesis 4:4 había agradado a Dios con su ofrenda. La segunda mitad de Génesis 4 y todo el capítulo 5 se enfocan en el linaje de Caín y Set; por lo tanto, no se necesita importar ideas fuera del texto. Sin embargo, esta explicación ha recibido algunas objeciones. 
Por ejemplo, en ningún otro lugar del antiguo testamento se usa la frase "hijos de Dios" para referirse a seres humanos. También, el texto no declara que todos los cainitas fueron malvados. Si los hombres setitas fueron devotos, no hay explicación del por qué continuaron casándose con mujeres impías. Tampoco hay explicación de por qué los hijos de estas parejas eran gigantes y heroicos de acuerdo a la tradición.

### La posición de origen humano noble
Aquellos que sostienen la interpretación de que los "hijos de Dios" eran parte de algún tipo reyes, nobles, o tiranos polígamos quienes se ven a sí mismo como dioses. Estos reyes con una gran lujuria por el poder “tomaron esposas” de entre la gente común, en vez de casarse con mujeres de su misma posición. Algunos seguidores de esta posición, creen que el pasaje fue escrito para mostrar que los reyes de las naciones paganas no eran dioses y que sus dioses eran demonios.
La literatura antigua del cercano oriente revela que algunos reyes se veían asimismo como dioses. Los descendientes de los reyes y nobles podrían fácilmente convertirse en “hombres de fama”. Además, Génesis 10:8 usa la forma singular de la palabra הַגִּבֹּרִ֛ים (guib·bo·rím) traducida “los valientes” para identificar a Nemrod, que fue al principio un rey famoso y “valiente” (en hebreo גִּבֹּ֖ר; gibbor).
Pese a lo anterior, el principal argumento contra esta interpretación es que los judíos nunca usaron la frase "hijos de Dios" para referirse a sus gobernantes. Otro punto a considerar es que tampoco explica por qué los hijos que les nacieron a estas parejas eran tan grandes, fuertes o dignos de ser llamados héroes o valientes. La frase “tomaron mujeres” no implica poligamia ni que las mujeres fueron obligadas a hacer esta unión. De hecho era un modismo común hebreo para matrimonio.

### Posición de origen celestial (demoníaco)
Esta es la interpretación más antigua de todas e identifica a los ángeles caídos (o demonios) como los “hijos de Dios” mencionados en Génesis 6:4. Estos seres celestiales denominados Grigori se habrían materializado en cuerpos carnales, casado con mujeres y engendrado hijos. Esta prole, los nefilim, fueron “los valientes”, “héroes” y “gigantes” mencionados en la Biblia. Pero algunos eruditos modernos rechazan la idea y creen que ellos fueron totalmente humanos, como lo indican las palabras “hombres valientes”. Es interesante que el historiador judío del siglo I, Flavio Josefo, refiere a esta tradición en su obra antigüedades de los judíos:

"Muchos ángeles de Dios convivieron con mujeres y engendraron hijos injuriosos que despreciaban el bien, confiados en sus propias fuerzas; porque según la tradición estos hombres cometían actos similares a los de aquellos que los griegos llaman gigantes".
Flavio Josefo, Antigüedades de los Judíos Capítulo III.

El principal argumento a favor, corresponde al común uso de la expresión hebrea “los hijos de Dios” (בני האלהים, bnei ha'Elohim) para referir a seres celestiales (compare con Job 1:6; 2:1 y 38:6-7). La versión de la Septuaginta del códice Alejandrino, traduce esta expresión, tanto en los pasajes referenciados como en Génesis, como “ángeles”. Por otro lado, el nuevo testamento menciona ciertos ángeles que abandonaron su morada y ahora están sometidos en “cadenas” o en “prisión” hasta el día del juicio por su pecado en los tiempos de Noé (1 Pedro 3:18-20; 2 Pedro 2:4-10; Judas 1:6). También se menciona en el libro de Enoc, uno de los múltiples libros apócrifos escritos antes del tiempo de Cristo y que identifica los hijos de Dios como ángeles caídos:

Y los espíritus de los gigantes, de los Nefilim, que afligen, oprimen, invaden, combaten y destruyen sobre la tierra y causan penalidades, ellos aunque no comen tienen hambre y sed y causan daños. Estos espíritus se levantarán contra los hijos de los hombre y contra las mujeres porque de ellos proceden.
1 Enoc 15:11-12

El libro apócrifo de Enoc, fue escrito por lo menos 1000 años después que sucedieran los acontecimientos lo cual abre la puerta a mucha interpretación folclórica o tradicional. Según algunas interpretaciones religiosas, la idea de que los demonios tuvieron relaciones sexuales con mujeres no es correcta, puesto que los ángeles son seres espirituales, no tienen cuerpo físico y son asexuales. Esto basados en la respuesta de Jesús a los saduceos registrada en Mateo 22:29-30 y Marcos 12:24-25. 

Jesús les respondió: “Ustedes están equivocados porque no conocen ni las Escrituras ni el poder de Dios. Porque, en la resurrección, los hombres no se casan ni las mujeres son entregadas en matrimonio, sino que son como los ángeles en el cielo”.
Mateo 22:29-30

Sin embargo, el mismo texto indica que esto es hablando de ángeles que están "en el cielo". Al hablar de ángeles caídos, se hace referencia a ángeles rebeldes contra Dios que actúan en contra de sus preceptos. Por otro lado, hay historias de la Biblia que hablan sobre ángeles presentándose con cuerpos humanos para dar un mensaje a alguien y hasta tuvieron funciones biológicas corporales, comieron y bebieron con los seres humanos. Esos pasajes dan cierta credibilidad a esta interpretación. Por otra parte, en el Libro de Tobías (considerado deuterocanónico por católicos y ortodoxos, aunque apócrifo por protestantes) parece afirmarse que todos esos tipos de interacciones no son reales sino meramente ilusorias.

## Los gigantes postdiluvianos
Además del Génesis, el término gigante vuelve a utilizarse para designar a distintos pueblos:
- Números: "Cuando Moisés envió a los espías a la tierra de Canaán, regresaron con la noticia de que allí habitaban gigantes" (Num. 13:33): "También vimos allí gigantes, hijos de Anac, raza de los gigantes: y éramos nosotros, a nuestro parecer, como langostas; y así les parecíamos a ellos".

- Deuteronomio: "Los emitas habitaron en ella antes, pueblo grande y numeroso, y alto como los hijos de Anac. Por gigantes eran ellos tenidos también, como los hijos de Anac; y los moabitas los llaman emitas. Porque únicamente Og, rey de Basán, había quedado del resto de los gigantes. Su cama, una cama de hierro, ¿no está en Rabá de los hijos de Amón? La longitud de ella es de nueve codos, y su anchura de cuatro codos, según el codo de un hombre". (Deuteronomio 2:10-11, 3:11)

- Eclesiástico: (un libro deuterocanónico) "¿Acaso, siendo joven (David), no mató a un gigante y extirpó el oprobio del pueblo, cuando lanzó una piedra con la honda y abatió la arrogancia de Goliat?". (Eclesiástico. 47:4)

- Baruc: (un libro deuterocanónico) "Allí nacieron los famosos gigantes de los primeros tiempos, de gran estatura y expertos en la guerra. Pero no fue a ellos a quienes Dios eligió y les dio el camino de la ciencia; ellos perecieron por su falta de discernimiento, perecieron por su insensatez". (Baruc 3:26-28)

- Libro de la Sabiduría: (un libro Deuterocanónico de la Biblia) "Así también, al comienzo, cuando murieron los orgullosos gigantes, la esperanza del mundo se refugió en una balsa (Arca de Noé) que, conducida por tu mano (Yahwéh), dejó al mundo la semilla de una nueva humanidad". (Sabiduría 14:6)

#### Pueblos nefilim
En la Biblia solo un mal informe deliberadamente exagerado compara a los habitantes de Canaan a nefilim. (Números 13:33). En la Septuaginta, los Anakim (anaquitas), Refaim (refaitas), Gibborim, Zamzummim, Joel y Emim (emitas) son todos patronimios que, por ser referidos a pueblos de gran talla, se traducen por "gigantes".
Refaítas
Se habla de ellos como de una antigua tribu cananea, que vivía en las colinas de Judá y en la llanura filistea (Hebrón, Debir, Anab, Gaza, Gath, Ashdod).
Habitantes originales de Canaán, ocupaban el Líbano y el área del Monte Hermón, se separaron al norte de la costa de Siria y Transjordania donde construyeron una cadena de ciudades fortificadas. Vivían en la región que más tarde ocuparon los moabitas y los amonitas, los primeros les llamaron emitas, y los segundos les llamaban zomzomeos.
En la época patriarcal, el rey Quedorlaomer y sus aliados los subyugaron cuando invadieron Transjordania. En la parte occidental de Palestina, se aliaron y entrecruzaron con los Caftorim, que habían venido desde Creta y se establecieron en las áreas costeras, siendo conocidos como filisteos y fenicios. En el relato bíblico en el que "Israel derrota a Og rey de Basán", se señala que luego de la campaña por diferentes territorios, 

Porque únicamente Og rey de Basán había quedado del resto de los gigantes. Su cama, una cama de hierro, ¿no está en Rabá de los hijos de Amón? La longitud de ella es de 9 codos, y su anchura de 4 codos, según el codo de un hombre.
Deutoronomio 3,11

El filisteo Goliat habría sido refaíta y medía seis codos y un palmo de estatura (cerca 2,9 m), su hermano fue un gigante que se llamaba Lahmi ("de pan" o bien "de Lahmu").
Anaquitas
El nombre (anak = gigante) se explica en el Midrash con una indicación de que llevaban cadenas al cuello. Anac era hijo de un refaíta, probablemente hijo de Arba, y sus hijos fueron Sesai, Aiman y Talmai, cabezas de los clanes arameos. Estos nombres parecen ser arameos, pero su significado no es claro. Los anakim fueron vencidos por Caleb.
Emitas
Cuando Yahveh da la tierra de Moab a los hijos de Lot, se dice que esa tierra había sido habitada por los emitas, "pueblo grande, numeroso y corpulento como los anaquitas" en aquellos tiempos.

## Los nefilim según las religiones

### Judaísmo
El filósofo judío helenístico Filón de Alejandría siguió a los Setenta al comentar sobre el pasaje de Génesis 6:4
El judío Trifón se opuso a la idea de que los ángeles podían casarse. El rabino Shimon bar Yojai maldijo a todos los judíos que dicen que los "hijos del dios" eran ángeles. Según la visión judía tradicional, los nefilim antes del diluvio y después del mismo fueron hombres. Esta era la opinión también de Rashi y Najmánides. Aun así, sectores más bien seculares dentro del judaísmo admiten el origen politeísta de relatos reflejados en el Génesis:
La Enciclopedia Judaica castellana define el término nefilim como: “Nefilim, ángeles caídos, identificados con los gigantes que eran progenie de los hijos del dios y de mujeres terrestres (Gen. 6:1-4). Según el Talmud, el nombre nefilim proviene de nafal (caer). Los apócrifos y seudoepígrafes, particularmente Enoc y Jubileos, contienen muchos detalles sobre los nefilim e indican como nombres de sus jefes Azazel, Semiasa y Satanael. Son maestros en magia negra, que enseñan a las mujeres y tratan de seducirlas. También son hábiles artífices”.
Esta misma enciclopedia también aplica el concepto de “Ángeles” en Génesis 6:4 como: “Hijos de Dios (Gen. 6, 4)... Las menciones más antiguas que el Pentateuco hace de los ángeles son sin duda restos de relatos de una época politeísta. Así, la unión de los hijos del dios con las hijas de los hombres en el Génesis.

### Iglesia Ortodoxa Etíope
El Libro de Enoc forma parte del canon de la Iglesia ortodoxa etíope. En el libro, al hacer referencia a los Grigori (los padres de los nefilim según el Libro de Enoc), los describe como ángeles, y no como descendientes del linaje de Set, aunque hay controversia en este punto. También se ha dicho que uno de los propósitos de Dios al inundar la Tierra en tiempos de Noé (historia del diluvio universal) fue deshacerse de los nefilim. 
La referencia bíblica acerca de Noé: "perfecto en sus generaciones" hace referencia al no contenido nefilim en su linaje (o sea 100% humano descendiente de Adán); de lo cual se infiere que, según el texto de Génesis, que no habría "hibridación" Nefilim en Noé y este sería 100% humano. Los manuscritos de la Septuaginta son problemáticos.
Referente a la Iglesia Ortodoxa Etíope, explica que Génesis 6:1 alude a ciertos seres humanos, del linaje de Set (tercer hijo de Adán y Eva posterior al Caín asesino de Abel y luego de muerto éste, para continuar el linaje Humano hasta Noé), e interpreta el escrito Deuteronomio 14:1 Hijos sois de Yahwéh vuestro Dios; no os sajaréis, ni os raparéis a causa de muerto, como un texto que haría referencia a ellos. Según su interpretación, estos hombres habían comenzado a sentir intereses carnales, de modo que tomaron como esposas a las hijas de los hombres, las descendientes de Caín. Esto se señala, sin lugar a dudas, en la mayoría de las versiones ortodoxas de Enoch y los Aniversarios, pero también es el punto de vista presentado por textos no bíblicos más antiguos, especialmente el Segundo Libro de Adán y la Víspera.

### Iglesia Católica
Eusebio de Cesarea, Justino Mártir, Clemente de Alejandría, Orígenes, Tertuliano, Ireneo de Lyon y Atenágoras de Atenas identifican los "hijos de Dios" con ángeles.
Sexto Julio Africano (c. 160 - c. 240) condena la opinión de que los "hijos de Dios" eran ángeles, y san Agustín de Hipona, en su libro La ciudad de Dios, dio la interpretación que se ha dado desde entonces como tradicional en la Iglesia católica, que enseña que la expresión "hijos de Dios" en ese pasaje bíblico se usa para referirse a los descendientes de Set, llamados así por su amor al Dios judeocristiano, y quienes se unieron con las descendientes de Caín para dar lugar a aquellos caídos. Esta posición también fue apoyada por Efrén de Siria.
La erudición moderna dentro del catolicismo se suele inclinar por la tesis de los primeros:
La nota de la Biblia de Jünemann dice: “b. Ángeles inferiores, antropomorfos. c. Aquellas hijas superiores eran de belleza sobrehumana; de modo que aquellos semiángeles, prevaricando, decayeron de su estado, eligiendo cada cual para sí la más bella; enlace del que nació la segunda raza de gigantes y héroes; aquellos superhombres de que está llena la tradición antigua”.
El comentario de la Santa Biblia de Martín Nieto dice al pie de página en Génesis 6:1-8: “La promiscuidad de misteriosos seres celestes con las hijas de los hombres denota el alto grado de corrupción alcanzado por la humanidad. Es verosímil que el autor sagrado haya querido dejar constancia, en estas líneas, de un intento de la raza humana por conseguir una raza superior (¿gigantes, héroes, semidioses?). Tales pretensiones trastocan el orden de la creación, provocando una ruptura profunda entre Dios y los hombres”.
La nota de la Biblia “El libro del Pueblo de Dios”, declara: “1-4. EI relato bíblico retoma una leyenda popular, que habla de unos seres sobrehumanos llamados "gigantes". Antiguamente se creía que esos gigantes habían existido alguna vez sobre la tierra, y su origen se explicaba por la unión de seres celestiales (los "hijos de Dios") con mujeres terrenas (las "hijas de los hombres"). Sin pronunciarse sobre la realidad histórica de este relato mitológico, el autor inspirado se vale de él para ilustrar -como podría hacerlo una parábola- la corrupción creciente de la humanidad. Esta intención aparece de manera explícita en los versículos siguientes (5-6), que expresan el pesar del Dios judeocristiano por la incontenible expansión del pecado en el mundo”.
Otros prefieren explicar este pasaje como el recuerdo de excesos cometidos por reyes y magistrados de la Antigüedad. La nota de la Biblia de Nuestro Pueblo dice: “Como si se tratara de una interrupción en la lista de descendientes de Adán, nos encontramos con este relato elaborado sobre una antigua creencia en una raza especial de gigantes que, según la leyenda, provienen de la unión de los «seres celestiales», hijos del dios, con las hijas de los seres humanos. El análisis crítico de la historia que desarrollan estos capítulos enfoca ahora los comportamientos negativos de los humanos que han traído como consecuencia la aparición del mal en el mundo. Este relato, patrimonio cultural de algunos pueblos antiguos vecinos de Israel, sirve al redactor para describir otro flagelo que sufrió el pueblo, los hijos de la prostitución sagrada, práctica muy común en todo este territorio del Cercano Oriente. Los descendientes de estas uniones reclamaban unos privilegios especiales que por supuesto no tenían, pero que ellos hacían valer como legítimos, lo cual traía como consecuencia más opresión y empobrecimiento al pueblo. Este relato también puede reflejar el recuerdo doloroso de las injusticias cometidas por la familia real. Recuérdese que el rey era tenido como el «hijo de dios»; podemos suponer que sus hijos reclamaban muchos privilegios que representaban una pesada carga para el pueblo, otra actitud totalmente contraria al plan divino de justicia y de igualdad”.

### En las iglesias evangélicas
Las iglesias protestantes están divididas respecto a estas tesis. En cuanto a la diversidad de pareceres, la nota de la Biblia Reina Valera de 1995 dice: “a 6.2 Los hijos del Dios: Algunos intérpretes consideran que se trata de seres divinos o celestiales (ver Job_1:6; Job_2:1; Job_38:7; Sal_29:1; Sal_89:7); otros piensan que son hijos de la línea piadosa de Set, o de las familias gobernantes (cf. Sal_82:6). La primera interpretación toma en cuenta una creencia común entre los pueblos de la región, acerca de una raza de gigantes que habrían nacido de la unión antinatural de seres sobrenaturales con mujeres. Aunque el relato bíblico contiene aspectos oscuros, su intención es afirmar una vez más la incontenible expansión del pecado en el mundo y la corrupción creciente del género humano. Véanse 1Pe_3:20 nota m; Jud_1:6 n”.
En efecto, algunos biblistas y estudiosos se suscriben a lo propuesto por Julio Africano, por ejemplo, la nota de la Biblia de las Américas dice: “Hijos del dios. Algunos sugieren que esta expresión se refiere a seres angélicos (cp. Job 1:6; 2:1; 38:7; Sal 89:7) y que Judas 6 se refiere a este suceso, así como 1 P 3:19–20 y 2 P 2:4. Pero si los ángeles no se casan, como declara Jesús (Mt 22:29, 30), sería difícil que aquí hijos del dios se refiere a ángeles. Algunos consideran que los hijos del dios son los hijos de Set, y que las hijas de los hombres son las hijas de Caín. Así que la diferencia entre los del dios y de los hombres es una de piedad y rectitud y no de ser superhumanos o humanos”.
Por otro lado hay eruditos que se adscriben a la tradición registrada en el libro de Enoc, Justino y Eusebio. Por ejemplo, la nota de la Biblia “Dios Habla Hoy” dice: “a 6.2 Los hijos del dios: es decir, los seres divinos o celestiales como los mencionados en Job_1:6; Job_2:1; Job_38:7; Sal_29:1; Sal_89:7. Con toda probabilidad este pasaje recoge una tradición muy antigua, que los israelitas tenían en común con otros pueblos vecinos, y que se refería a una legendaria raza de gigantes. Según esa tradición, aquellos gigantes habían nacido de la unión antinatural de unos seres sobrenaturales, llamados aquí hijos del dios, con mujeres. Aunque el relato bíblico contiene muchos aspectos oscuros, su intención, en este contexto, es afirmar una vez más la incontenible expansión del pecado en el mundo y la corrupción creciente del género humano. Véanse 1Pe_3:20 nota m; Jud_1:6 n”.
La misma versión de la Biblia dice en el comentario de 1 Pedro 3:20 y Judas 1:6: “m 3.20 Una tradición judía refería el texto de Gén_6:1-4 a los ángeles que se pervirtieron desobedeciendo al dios judeocristiano. Siguiendo el orden del relato en Gn, Pedro relaciona este episodio con el diluvio”. “h 6 2Pe_2:4. Probable alusión a Gén_6:1-4. En el libro de Henoc (véase Jud_1:14-15 n.) se escribe detalladamente sobre el castigo de los ángeles a los cuales parece referirse el citado pasaje (cf. Gén_6:2)”.

### Iglesia de Jesucristo de los Santos de los Últimos Días
El Mormonismo o, más correctamente, "La Iglesia de Jesucristo de los Santos de los Últimos Días" creen que los gigantes fueron humanos. Los hijos de Noé por su justicia fueron llamados "hijos de Dios" y tuvieron descendencia. A diferencia del texto masorético y la Septuaginta, no serían los "Hijos de Dios" quienes se desposaron con las "hijas de los hombres", sino que las hijas de los "hijos de Dios" que, siendo bellas, se desposaron con los "hijos de los hombres", llamados así porque no escuchaban al dios judeocristiano y lo habían rechazado. De estas uniones no aprobadas por Dios nacieron los "varones de renombre", no necesariamente gigantes, de la antigüedad:
13 Y Noé y sus hijos escucharon al Señor, y obedecieron, y se les llamó los hijos de Dios.
14 Y cuando estos hombres empezaron a multiplicarse sobre la faz de la tierra, y les nacieron hijas, los hijos de los hombres vieron que estas hijas eran bellas, y tomaron para sí esposas, según su elección.

15 Y el Señor dijo a Noé: Las hijas de tus hijos se han vendido; por lo que, he aquí, mi ira está encendida en contra de los hijos de los hombres, porque no quieren escuchar mi voz.

#### Los hijos de Dios
El término "hijos de Dios" es utilizado también en otros lugares de la Biblia para designar a los seguidores de Dios. Tiene sentido que se halla designado a los seguidores de Dios en la antigüedad también con este nombre.
14 Porque todos los que son guiados por el Espíritu de Dios, son  hijos de Dios. (Nuevo Testamento, Romanos 8:14 • NT, p. 1792)
De hecho, el término es tan antiguo como la humanidad misma, siendo aplicado primeramente a Adán, de acuerdo con Lucas:
38 hijo de Enós, hijo de  Set, hijo de  Adán,  hijo de  Dios. (Nuevo Testamento, Lucas 3:38 • NT, p. 1614)
Caín, Abel y Set son sólo los hijos de Adán y Eva que conocemos por nombre, pero ellos tuvieron otros hijos, de acuerdo con la Biblia:
4 Y fueron los días de Adán después que engendró a Set ochocientos años, y engendró hijos e hijas. (Antiguo Testamento, Génesis 5:4 • AT, p. 8)
Adán y Eva enseñaron el evangelio a sus hijos a hijas.
2 Y Adán conoció a su esposa, y de ella le  nacieron hijos e  hijas, y empezaron a  multiplicarse y a henchir la tierra.
3 Y de allí en adelante los hijos e  hijas de Adán empezaron a separarse de dos en dos en la tierra, y a cultivarla y a cuidar rebaños; y también ellos engendraron hijos e hijas. (Perla de Gran Precio, Moisés 5:2–3 • P de GP, p. 12)
12 Y Adán y Eva bendijeron el nombre de Dios, e hicieron  saber todas las cosas a sus hijos e hijas. (Perla de Gran Precio, Moisés 5:12 • P de GP, p. 13)
Al tiempo del diluvio, Noé y sus hijos, como seguidores de Dios, también utilizaron el título distintivo de "hijos de Dios", en contraposición al título más general de "hijos de los hombres".
13 Y  Noé y sus hijos  escucharon al Señor, y obedecieron, y se les llamó los  hijos de Dios. (Perla de Gran Precio, Moisés 8:13 • P de GP, p. 30)
Esta es la misma nominación usada por el Nuevo Testamento. Por ejemplo, el apóstol Juan declara, con respecto a Jesucristo:
A los suyos vino, y los suyos no le  recibieron. Mas a todos los que le recibieron, a los que creen en su nombre, les dio  potestad de llegar a ser  hijos de Dios; que no  nacieron de sangre, ni de voluntad de carne ni de voluntad de varón, sino de Dios. (Nuevo Testamento, Juan 1:11–13 • NT, p. 1669)
De manera que el término "hijo de Dios" no necesariamente indica a un ser celestial o demoniaco, sino que se refiere a los seres humanos que reconocen a Dios como Padre y que son reconocidos por Él como hijos. Es en este sentido que se utiliza en el pasaje de Génesis 6:1-3. La Perla de Gran Precio, en el libro de Moisés, esclarece que hubo una corrupción entre los hijos de Dios y fueron resistentes a la predicación prolongada de Noé, lo cual se encuentra entre las causas del diluvio.

#### Los varones de renombre
La Biblia menciona a los gigantes entre los "varones de renombre":
4 Había gigantes en la tierra en aquellos días, y también después que se unieron los hijos de Dios a las hijas de los hombres y les engendraron hijos. Estos fueron los valientes que desde la antigüedad fueron varones de renombre. (Antiguo Testamento, Génesis 6:4 • AT, p. 10)
El término es también usado por la Biblia para destacar a otros personajes como seres valientes:
30 Y de los hijos de Efraín, veinte mil ochocientos, hombres fuertes y valientes, varones de renombre en la casa de sus padres. (Antiguo Testamento, 1 Crónicas 12:30 • AT, p. 687)
Los hijos de Efraín no eran gigantes, de manera que "varones de renombre" es sólo un título para identificar una valentía excepcional.

#### La rebelión de los hijos de Dios
El libro de Moisés explica que hubo una corrupción (apostasía) entre el grupo de los hijos de Dios, quienes se ensoberbecieron y dejaron de escuchar a Dios:
18 Y en aquellos días había gigantes sobre la tierra, y buscaron a Noé para quitarle la vida; mas el Señor fue con Noé, y el poder del Señor reposó sobre él. (Perla de Gran Precio, Moisés 8:18 • P de GP, p. 30)
20 Y aconteció que Noé exhortó a los hijos de los hombres a que se  arrepintieran; pero no hicieron caso de sus palabras;
21 y también, después de haberlo escuchado, vinieron ante él, diciendo: He aquí, nosotros somos los hijos de Dios; ¿no hemos tomado para nosotros a las hijas de los hombres? ¿No estamos  comiendo, bebiendo, y casándonos y dando en casamiento? Nuestras esposas nos dan hijos y estos son hombres poderosos, semejantes a los hombres de la antigüedad, varones de gran renombre. Y no hicieron caso de las palabras de Noé. (Perla de Gran Precio, Moisés 8:20–21 • P de GP, p. 30–31)
En resumen, los gigantes eran solamente una raza de seres humanos de gran estatura, de la misma manera que los pigmeos de la actualidad se caracterizan por su baja estatura. Se dividieron posteriormente en diferentes grupos, tales como los anacim (los hijos de Anac), los refaitas, los gibborim, los zomzomeos y los emitas.

### Testigos de Jehová
Por su lado, los Testigos de Jehová sostienen que los nefilim sí eran gigantes violentos con fuerza sobrehumana, que eran hijos de ángeles rebeldes y mujeres. Según indican sus publicaciones, las narraciones de héroes mitológicos como Heracles y otros similares, tienen su base en la historia de los nefilim. Creen en los comienzos de la historia humana, existieron “dioses” y “semidioses” en la Tierra. En los albores de este grupo religioso, se señaló que los nefilim que nunca tuvieron derecho a la vida al nacer de una forma contraria a la voluntad divina y al haber sido condenados por Dios y destruidos en el diluvio, los nefilim no tienen derecho a ser resucitados.
Afirman que de la misma manera como en la antigüedad la violencia de los días de Noé, fomentada por los nefilim y los ángeles rebeldes era motivo de fama y "heroísmo", en actualidad la literatura, el cine, la televisión y los medios de entretenimiento en general, glorifican la violencia y presentan personajes heroicos que no destacan por volver la otra mejilla, buscar la paz o amar al prójimo, sino más bien destacan por su fortaleza y su capacidad de pelear, vengarse y responder a la violencia con más violencia. Para ellos, los personajes violentos de muchos videojuegos y películas de ciencia ficción suelen reflejar más intensamente estas características malas y violentas que son comparables a los nefilim.